# The Remix Album (All Saints)
The Remix Album è un album di remix del gruppo musicale pop britannico All Saints, pubblicato il 3 novembre 1998 dall'etichetta discografica London.
Il disco è stato pubblicato immediatamente dopo il successo del primo disco del gruppo, All Saints, uscito meno di un anno prima. Si tratta di una raccolta dei più importanti remix dei singoli tratti dall'album di debutto.

## Tracce
CD (London 556 063-2 / EAN 0731455606324)
1. Never Ever (All Star Remix) – 3:59 (Shaznay Lewis, Robert Jazayeri, Sean Mather)
2. Bootie Call (Krazee Alley Mix) – 4:37 (Karl Gordon, Shaznay Lewis)
3. I Know Where It's at (Groovy Mix) – 4:20 (Karl Gordon, Shaznay Lewis, Paul Laurence Griffin, Walter Becker, Donald Fagen)
4. Under the Bridge (Ignorants Remix feat. Jean Paul E.S.Q.) – 4:47 (Anthony Kiedis, John Frusciante, Chad Smith, Michael Balzary, Alexis McNair)
5. Lady Marmalade (Timberland Remix) – 3:38 (Kenny Nolan, Bob Crewe)
6. Bootie Call (Bugcity and Hayne's Bump 'n' Bounce Remix) – 4:11 (Karl Gordon, Shaznay Lewis)
7. War of Nerves (Ganja Kru Remix) – 5:22 (Shaznay Lewis, Magnus Fiennes, Natalie Appleton, Nicole Appleton, Cameron McVey)
8. Bootie Call (Dreem Teem Vocal) – 5:46 (Karl Gordon, Shaznay Lewis)
9. Bootie Call (Club Asylum - Boogie Punk Dub) – 3:29 (Karl Gordon, Shaznay Lewis)
10. Never Ever (Booker T's Vocal Mix) – 5:44 (Shaznay Lewis, Robert Jazayeri, Sean Mather)
11. Never Ever (Booker T's Up North Dub) – 5:30 (Shaznay Lewis, Robert Jazayeri, Sean Mather)
12. I Know Where It's at (Nu irth Riddum Dub) – 5:14 (Karl Gordon, Shaznay Lewis, Paul Laurence Griffin, Walter Becker, Donald Fagen)
13. Lady Marmalade (Mark!'s Wrecked Dub) – 5:34 (Kenny Nolan, Bob Crewe)
14. Lady Marmalade (Sharp South Park Vocal Remix) – 5:10 (Kenny Nolan, Bob Crewe)
15. Lady Marmalade (Sharp's Trade Lite Dub) – 2:46 (Kenny Nolan, Bob Crewe)

Durata totale: 70:07